# On-premises software

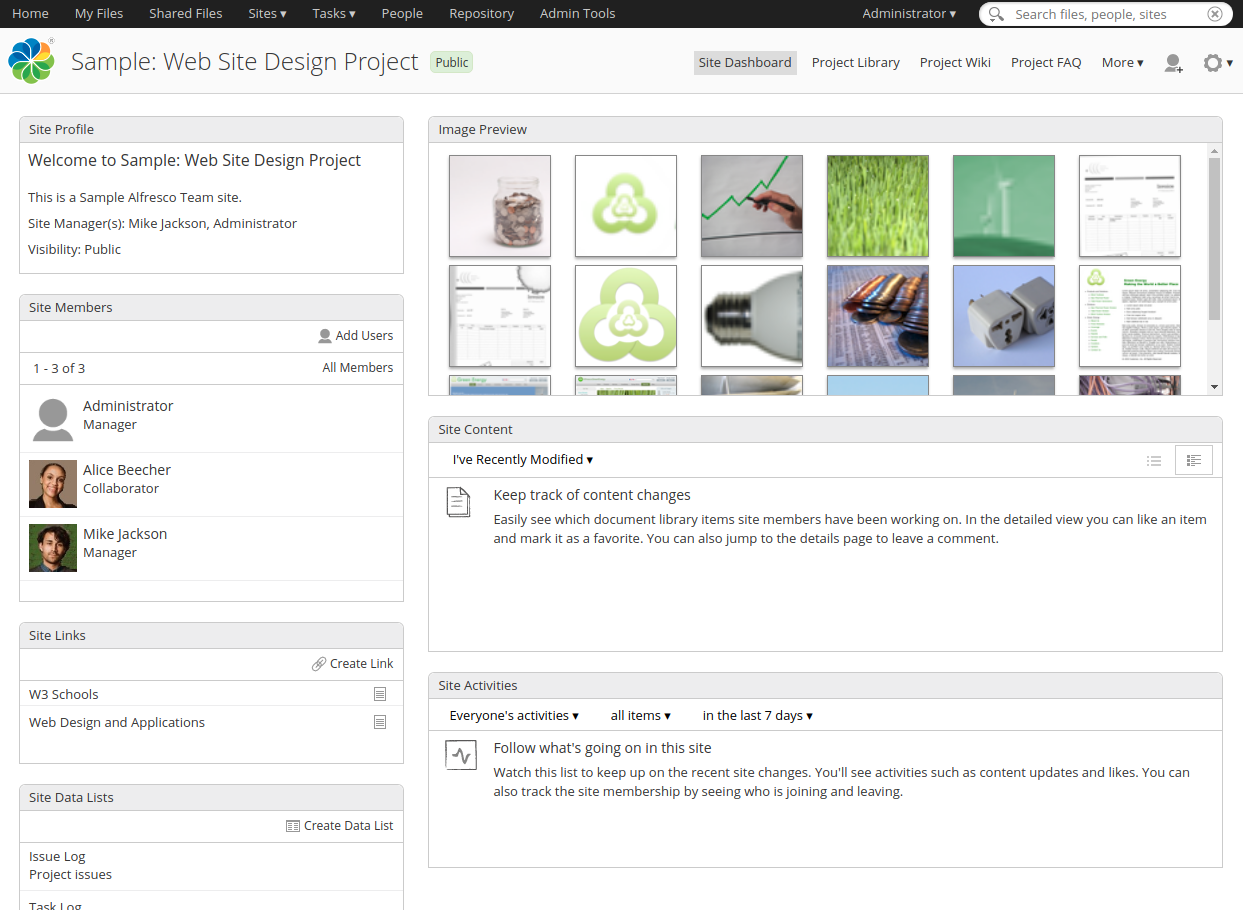
Alfresco, un esempio di software di gestione documentale on-premises.

Il software on-premises (letteralmente "software presso la sede"), in contrapposizione al software come servizio (o Saas), si traduce in pratica nell'installazione ed esecuzione del software direttamente su macchina locale, sia essa aziendale che privata, intesa sia come singola postazione di lavoro che come server raggiungibile esclusivamente dall'interno della rete aziendale. "Presso la sede" significa che il sistema informatico è installato/erogato proprio nel luogo (sito, edificio) ove è utilizzato.
L'approccio on-premises per la distribuzione/utilizzo del software è stato ritenuto la norma fino al 2005, data oltre la quale si è progressivamente ampliato l'utilizzo di software (o di piattaforme/infrastrutture informatiche) che si esegue su computer remoti. Non entrando nello specifico e con linguaggio popolare, l'alternativa alla logica on premises è l'erogazione in cloud.

## Confronto tra on-premises e cloud (SaaS)

### Posizione
Il software on-premises viene creato in un sistema informatico interno di un'organizzazione o una società o un privato insieme all'hardware e alle altre infrastrutture necessarie per il funzionamento del software.
Il software basato su cloud viene solitamente servito tramite Internet ed è accessibile agli utenti online indipendentemente dall'ora e dalla posizione. A differenza del software on-premises, gli utenti del software basato su cloud devono solo installare un'applicazione o un browser Web per accedere ai suoi servizi.

### Costi necessari per l'accesso ai servizi
Per il software on-premises, sono previsti diversi costi da sostenere finché il software e i relativi servizi non saranno completamente disponibili per l'uso. Innanzitutto, la realizzazione di software on-premise all'interno dell'organizzazione richiede elevati costi iniziali, inclusi i costi sostenuti per l'acquisto di hardware e altre infrastrutture nonché i costi necessari per l'installazione del software. Oltre a ciò, l'ente ha diritto all'acquisto della licenza specifica del software, che comporta costi e tempi per la preparazione e le procedure necessarie. Inoltre, al fine di mantenere la funzionalità del software, sono necessarie manutenzioni varie e l'entità sarà soggetta anche ai costi sostenuti per tali operazioni.
D'altra parte, in generale, i costi iniziali richiesti per l'utilizzo dei servizi software sono considerati relativamente bassi per i software basati su cloud e quindi adatti alle piccole imprese senza grandi capitali. Inoltre, gli utenti di software basati su cloud non sono soggetti a canoni di licenza né a costi di manutenzione e funzionamento poiché sono a carico dei fornitori di software. Inoltre, si prevede che i costi sostenuti per le infrastrutture saranno inferiori rispetto a quelli sostenuti per il software on-premises poiché gli utenti necessitano solo dei propri dispositivi elettronici per poter accedere ai servizi.
Sebbene i costi iniziali per l'accesso ai servizi siano generalmente bassi per il software basato su cloud, i costi totali richiesti per l'utilizzo del software in un periodo di tempo specifico non sono sicuri poiché il software basato su cloud richiede un pagamento di routine (ovvero una quota di abbonamento mensile) per l'uso di servizi mentre il software on-premises no.

### Funzionamento e manutenzione
L'entità che utilizza il software in sede è pienamente responsabile del funzionamento quotidiano e della manutenzione del sistema. Ciò si traduce in più tempo e costi necessari per il funzionamento del sistema, nonché in personale IT specializzato nella gestione del sistema.
D'altro canto, per il software basato su cloud, è un fornitore di software responsabile del funzionamento e della manutenzione del sistema. Pertanto, non è necessario assumere professionisti IT all'interno dell'entità specificatamente allo scopo di utilizzare il software.

### Backup e archiviazione dei dati
Per quanto riguarda la manutenzione e le operazioni, l'entità che utilizza il software on-premises è responsabile anche del backup e dell'archiviazione dei dati del software. Ciò implica la capacità dell’entità di avere il pieno controllo sui propri dati e sulla propria sicurezza.
Per il software basato su cloud, l'entità non ha alcun obbligo di backup dei dati di per se, poiché anche essa è una responsabilità del fornitore del software e il backup dei dati è indispensabile per il fornitore stesso nell'offrire i propri servizi. D’altro canto, il controllo dei dati da parte dei fornitori di software suggerisce che gli utenti non hanno alcun controllo sui dati e sulle prestazioni del software di sistema. Ciò potrebbe comportare alcuni problemi di sicurezza, soprattutto per coloro che sono soggetti a standard di regolamentazione di alto livello contro la sicurezza dei dati, come gli istituti finanziari.

### Sicurezza dei dati
Come detto, gli utenti sono responsabili della gestione dei dati per il software on-premises, mentre per il software basato su cloud la responsabilità ricade sul fornitore del software.
Tuttavia, la differenza nel livello di sicurezza rispetto alla protezione dei dati tra il software on-premises e quello basato su cloud è discutibile. Alcuni esperti sostengono che il software basato su cloud è probabilmente più sicuro in quanto dispone di una maggiore quantità di capitale e altre risorse da investire nel sistema di sicurezza dei dati rispetto alle normali entità aziendali. Mentre altri sostengono che ciò sia discutibile in quanto i fornitori di software sono solitamente più esposti a essere presi di mira da attacchi informatici poiché detengono grandi quantità di dati all’interno del sistema.

## Sviluppo di software da on-premise a cloud-based
Il software on-premises è stato inventato inizialmente principalmente allo scopo di automatizzare i processi a livello aziendale di grandi entità in anticipo rispetto all'evoluzione del software basato su cloud, SaaS.
SaaS è emerso all'inizio degli anni 2000 e alcune delle aziende che hanno pubblicato prodotti SaaS hanno subito un fallimento, poiché i clienti desideravano SaaS soprattutto allo scopo di automatizzare singole funzioni aziendali specifiche piuttosto che un sistema a livello aziendale.
Tuttavia, l'idea della fornitura di servizi software su richiesta non era rivoluzionaria all'epoca del 2000. Alcuni fornitori avevano già tentato questo stile di fornitura di servizi software nel 1900. Il motivo per cui il modello di business non era ampiamente conosciuto a quel tempo era la mancanza di diffusione della banda larga e che non c'era sufficiente accessibilità a Internet per far funzionare in modo efficace tutti i servizi software su richiesta.
Con l'evoluzione del mercato SaaS negli anni 2000, in contrapposizione al software on-premises, il software basato su cloud è stato adottato dalla domanda del mercato per servire molti tipi di aziende, comprese le piccole e grandi imprese, e per automatizzare processi aziendali specifici al loro interno.
Inoltre, SaaS consentiva ai clienti di effettuare selezioni tra molte funzioni a seconda delle esigenze e delle condizioni economiche di ciascun cliente.
Sebbene in precedenza il software on-premises avesse l'enorme vantaggio di essere in grado di personalizzare e adattare i servizi software alle esigenze di ciascuna azienda, SaaS si è evoluto anche come piattaforma in cui servizi personalizzabili sono disponibili grazie allo sviluppo del mercato del software basato su cloud.
Nel 2013 il software on-premise prevaleva nel mercato del software, tuttavia, sempre più clienti e quindi fornitori di software si stanno spostando verso software basato su cloud.
Le principali aziende che hanno contribuito a questo cambiamento del modello software e ai sistemi ERP associati sono:
- Oracle Corporation
- Sage Group plc
- Microsoft
- SAP SE
- Salesforce

Ad esempio, SAP SE era originariamente un fornitore di software on-premises. In conformità con il cambiamento delle tecnologie e delle preferenze dei clienti nel mercato del software, l'azienda si è trasformata in un fornitore di ERP basato su cloud, disponibile sia in cloud pubblico che privato a seconda delle esigenze del cliente.
Microsoft in precedenza forniva piattaforme collaborative locali come SharePoint2010 per l'automazione del sistema aziendale a livello aziendale di grandi aziende. Negli ultimi anni l'azienda ha pubblicato molti software basati su cloud come Azure e Microsoft Dynamics LCS che forniscono ai clienti servizi Internet che offrono funzioni aziendali automatizzate e standardizzate per aree specifiche delle attività.
Salesforce ha rivoluzionato il processo CRM aziendale attraverso il suo servizio software basato su cloud, incluso Sales Cloud che offre processi aziendali standardizzati più adatti per quanto riguarda la relazione tra cliente e azienda.

## Condizioni attuali del mercato del software

### Andamento generale del mercato
Dal 2010 al 2020 è emersa una tendenza crescente verso il software basato su cloud rispetto al tradizionale software on-premises, con un'accelerazione della sua velocità.
Nel 2016, nonostante questa tendenza, la maggior parte delle aziende manteneva il tradizionale sistema di gestione delle informazioni tramite software on-premise. Ciò suggerisce che il cambiamento di tendenza nel mercato del software si sta verificando a un ritmo lento poiché le aziende stanno gradualmente spostando i propri sistemi software dal tradizionale sistema locale a quello basato su cloud.
Nel 2020, circa il 70% dei clienti aziendali stava pianificando nuove o ulteriori transizioni dal software on-premise al software basato sul cloud.
In linea con questo movimento dei consumatori verso soluzioni basate su cloud nel mercato del software, sempre più fornitori, tra cui aziende di software leader del settore come Microsoft, Oracle e SAP SE, cambiano il loro modello di business e trasferiscono i loro prodotti in soluzioni basate su cloud.

### Ritmo di adattamento del mercato

#### Tipologia di clienti
Nel mercato B2C è previsto un passaggio più rapido dall’on-premise al cloud-based rispetto al mercato B2B.
Questo perché le aziende solitamente necessitano di strutture e sistemi di gestione delle informazioni molto più complessi rispetto agli utenti privati. Inoltre, le aziende sono più prudenti nei confronti dello spostamento del proprio sistema software perché nutrono notevoli preoccupazioni per la sicurezza dei dati poiché il suo fallimento potrebbe potenzialmente comportare la perdita di enormi quantità di dati e della reputazione dell'azienda.

#### Modello di business
I clienti principali per il software relativamente nuovo, SaaS, erano i non utenti del software on-premises poiché era più facile per loro effettuare l'acquisto, l'installazione e l'implementazione del suo servizio grazie ai fattori discussi in precedenza, come il costo di installazione inferiore e il costo di installazione inferiore. minori costi di gestione del sistema.
Man mano che la comodità di queste funzionalità associate al software basato su cloud diventa ampiamente nota, sempre più clienti (principalmente aziende) iniziano a spostare il proprio sistema software verso il cloud poiché si rendono conto che SaaS apporta maggiore efficienza alla gestione delle informazioni e del sistema. Soprattutto per coloro i cui processi aziendali sono altamente standardizzati e condivisi all'interno del proprio settore.

#### Legislazione e restrizioni
Un altro fattore che ha determinato la differenza nel ritmo di adattamento del mercato ai software basati su cloud è stato il grado di preoccupazione e la legislazione relativa alla sicurezza dei dati. In effetti, le economie in via di sviluppo, dove soggette a minori restrizioni in materia di sicurezza dei dati e gestione della privacy, hanno mostrato una risposta relativamente più rapida al cambiamento di tendenza del mercato del software.

#### Reazione dei venditori (supply-side)
Alcuni fornitori, in particolare quelli che originariamente offrivano software in sede, non sono disposti a spostare il proprio servizio software su cloud poiché dovranno cambiare completamente il proprio modello di business e ciò richiede una grande quantità di costi, tempo e sforzi. Oltre ai fattori demand-side (un insieme di azioni volte a gestire in maniera efficiente il consumo di energia riducendo i costi) o customer-side di cui sopra, questa reazione del fornitore potrebbe essere un altro motivo della lenta migrazione verso i servizi basati su cloud nel mercato del software.

### Impatto del cambiamento di tendenza
Il passaggio al software basato sul cloud non implica solo il cambiamento nel sistema di gestione delle informazioni aziendali, ma comporta anche un potenziale cambiamento nei processi di creazione di valore.

#### Cambiamento nel ruolo della piattaforma
La piattaforma basata su cloud incorpora la funzionalità di facilitare le interazioni e le comunicazioni tra clienti e produttori grazie alla sua caratteristica di essere accessibile da diverse parti interessate contemporaneamente, mentre il software on-premises di solito limita l'accesso al proprietario della piattaforma escludendo altri gruppi di individui.

#### Varietà di servizi sulla piattaforma
Il software basato su cloud fornisce i servizi software in modo relativamente più flessibile e con più varianti. La ragione di ciò risiede nell'architettura della piattaforma software basata su cloud che consiste in una serie di piattaforme diverse con specialità e funzioni diverse. L'esempio più rappresentativo di tale piattaforma è Microsoft Azure. Il software è costituito da una serie di piattaforme aziendali distinte.

## Integrazione di servizi on-premise e basati su cloud
Come discusso in precedenza, la soluzione locale e la soluzione basata su cloud presentano rispettivamente lati positivi e negativi. Pertanto, la scelta "migliore" tra 2 software dipende da molti fattori, ad esempio il modello di business del cliente, la situazione finanziaria e la strategia aziendale. Tuttavia, nessuna delle due scelte fornirebbe ai clienti le soluzioni perfette poiché entrambi i software non offrono funzionalità complete ai propri utenti.
Nella transizione verso una soluzione basata su cloud per la gestione delle informazioni, la preoccupazione dei clienti riguarda la sicurezza dei dati, la privacy e molti altri aspetti che potrebbero essere meglio forniti dalla tradizionale soluzione locale. Per affrontare questo problema, il mercato del software ha ideato una nuova soluzione per combinare soluzioni locali e basate su cloud e le sue migliori funzionalità. Pertanto, il software verrà fornito su richiesta contemporaneamente alla personalizzazione.

## Industria del software

### Storia ed evoluzione
Il software ha iniziato ad evolversi a partire dall’inizio degli anni ’90 e all’inizio degli anni 2000 si è verificato un grande movimento nella tendenza del mercato aziendale verso l’uso del software. Sebbene, durante questi periodi, l'industria IT nel suo complesso fosse nel pieno del boom del mercato e abbia registrato una rapida crescita delle sue dimensioni di mercato, il mercato del software rappresentava quasi il 25% di tutta la spesa in prodotti dell'industria IT.
Secondo la ricerca di Hietala, gli Stati Uniti sono sempre stati il principale Paese nel settore del software e presentano una posizione dominante sul mercato. Nel 2006, i prodotti software delle aziende statunitensi rappresentavano circa il 60% dell'intero fatturato mondiale dei prodotti software.

### Tipi di prodotti software
Esistono principalmente 3 tipologie di prodotti software dal punto di vista funzionale e dal punto di vista commerciale:
1. Pure software (software puro)
2. Embedded software (software incorporato)
3. Customer-tailored software (software su misura per il cliente o "personalizzato")

Il software puro viene principalmente venduto o acquistato da solo come prodotto indipendente e non viene incorporato in altri prodotti. Sebbene questi software siano commercializzati come prodotti principali, a volte i fornitori ottengono un flusso di entrate maggiore dai servizi combinati o offerti sulla piattaforma software.
A differenza dei prodotti software puri, i prodotti software incorporati non vengono commercializzati da soli ma piuttosto considerati come parte incorporata in altri prodotti. Gli esempi sono il software incorporato nel telefono cellulare, nel computer e in altri dispositivi elettronici. In generale, per questo tipo di software sono necessarie modalità di architettura e di costruzione del sistema completamente diverse rispetto a quelle dei prodotti software tradizionali.
Il software personalizzato è il software il cui sistema e servizio possono essere adattati alle esigenze individuali dei clienti. Questa personalizzazione può essere ottenuta attraverso una varietà di combinazioni diverse di moduli software e piattaforme. Lo scopo principale di questo prodotto software è risolvere problemi aziendali specifici di singoli clienti e fornire una soluzione unica attraverso la tecnologia. Mentre i software standard basati su cloud offrono solitamente soluzioni e servizi standardizzati a un'ampia gamma di clienti all'interno di un settore e/o di un'area di mercato.